# 漢密爾頓 (俄亥俄州)
漢密爾頓（英語：Hamilton!）是美国巴特勒縣内的一座城市，根据2000年美国人口普查数据它有60,690名居民，它是巴特勒縣的县府，2005年估计居民数少许增加到61,943人。

## 历史
1794年漢密爾頓建立时原名，美国将军阿瑟·聖克萊爾在这里建立了一座兵营，并以美国财政部长亚历山大·汉密尔顿命名这座兵营为漢密爾頓堡。从这里1791年圣克莱尔与理查·巴特勒将军北上与印第安人作战。巴特勒在这次远征中丧生。汉密尔顿的第一位市长是詹姆斯·麦克布莱德。
1810年根据俄亥俄州议会法令成为镇，但是因为没有举行选举于1815年丧失其镇的地位。1827前与大迈阿密河对岸的罗斯维尔合并为圣克莱尔镇。1831年这个镇分裂，1854年重新合并。1867年3月14日汉密尔顿再次从这个镇里分裂出来形成一个形式上的镇。
1913年的大水中漢密爾頓受害严重。
20世纪初至20世纪中造纸工业、金属加工和制造工业在漢密爾頓兴旺。许多有技巧的德国移民来到这里，加上当地拥有工业需要的好的水供应。许多第二次世界大战中的战争物资是在漢密爾頓生产的，包括坦克炮塔、船只和潜艇引擎、机器和碾压的金属物件。
在1920年代里许多芝加哥黑社会人物在漢密爾頓拥有一个第二个家，使得漢密爾頓获得了“小芝加哥”的称誉。在第二次世界大战中虽然漢密爾頓市内有许多赌博场所和妓院，但是军人被下令不准进入城市。
1986年5月为了给自己做广告漢密爾頓决定更名为“漢密爾頓！”，但是美国地名委员会拒绝批准这个地名。

## 地理
漢密爾頓是俄亥俄州第12大城市。
漢密爾頓的地理位置为北纬39°23'45"，西经84°33'54"。
根据美国人口调查局的数据漢密爾頓面积57.2平方公里，其中陆地面积56.0平方公里，水域面积1.2平方公里（占总面积的2.13%）。

## 人口
根据2000年的人口普查漢密爾頓有60,690名居民，分24,188个户和15,867个家庭。市内的人口密度为每平方公里1,084.3人。其中88.94%是白人、7.55%是非裔美国人、0.29%是美洲土著人、0.45%是亚裔美国人、0.04%是太平洋土著人、1.46%是其它人中、1.28%是混血儿。西班牙裔和拉丁美洲裔的人占2.58%。
市内的24,188个户中有31.5%有18岁以下的未成年人、45.5%是结婚夫妇、15.3%是带孩子的单身妇女、34.4%不是家庭、29.3%是单身汉、11.7%有65岁以上的老年人。平均每户2.45人，家庭的平均大小为3.02人。
市内的人口结构为25.8%在18岁以下、9.8%在18至24岁之间、29.9%在25至44岁之间、20.2%在45至64岁之间、14.3%在65岁以上。平均年龄为35岁。女子对男子的性别比为100：92.6，成年人的性别比为100：89.1。
每户的平均年收入为35,365美元，家庭的平均年收入为41,936美元。男子的平均年收入为32,646美元，女子的平均年收入为23,850美元。人均年收入为17,493美元。约10.6%的家庭和13.4%的人口生活在贫困线以下，其中包括18.1%的未成年人和9.8%的老年人。

### 人口发展
- 1900年——23,914人
- 1910年——35,279人
- 1920年——39,675人
- 1930年——52,176人
- 1940年——40,592人
- 1950年——57,951人
- 1960年——72,345人
- 1970年——67,865人
- 1980年——63,189人
- 1990年——61,436人
- 2000年——60,690人
- 2003年（估计）——60,763人
- 2004年（估计）——60,996人
- 2005年（估计）——61,943人

## 轶事
- 漢密爾頓是美国少数位于四条号码连续的州际公路的交叉口上（127、128、129和130号），而且126号州际公路就在市南路过。
- 漢密爾頓有不少海鸥。估计它们是沿密西西比河流系统上移后，决定在此定居的。
- 作為行銷手法，漢密爾頓市議會在1986年通過決議在市名後面加上驚嘆號，正式更名為，隨後市政府的文件中也都改用此名稱，然而美國內政部的地名委員會及出版地圖的蘭德麥奈利公司都未採用[2][3][4]。此名稱如今已少用，包括市政府的網站也不使用[5]，但偶而仍會出現[6]。

## 教育
漢密爾頓大多数地区属于漢密爾頓市学区，这个学区被誉为是俄亥俄州最好的城市学区。目前这个学区正在进行一个为价20000万美元的建设项目，其中包括修造八座新的小学以及整修两座中学和一座高等中学。
迈阿密大学在漢密爾頓有一个校园，它是1960年代里开设的，现在包括七座建筑和3000多学生。
市内还有一所私费天主教高中以及一些天主教小学。

## 名人
- 威廉·艾伦，政治家
- 吉姆·崔西，棒球运动员
- 斯科特·沃克，歌手
- 格雷格·杜利，歌手
- 凯文·格雷维，篮球运动员
- 查尔斯·弗朗西斯·里克特，地震学家
- 威廉·迪安·豪威尔斯，作家
- 马克·派克，政治家
- 约翰·克里夫·西蒙，哲学家
- 帕特里夏·施罗德，政治家